# 狂彈風暴
《狂彈風暴》是一款由Epic Games與其子公司People Can Fly開發的第一人稱射擊遊戲，由美商藝電在2011年2月22日於北美發行PC版、PlayStation 3、Xbox 360，2月25日發行於歐洲。

## 遊戲介紹
以一個第一人稱射擊遊戲來說，這款遊戲專注於作戰，作戰可分為武器和近戰攻擊，雖然遊戲的重點加重於用牽引繩（leash）把敵人拉到空中和把敵人提到空中的近戰攻擊，但是在武器方面還是有很多的選擇。
武器方面有很多種選擇，從手槍到磚岩機應有盡有，玩家可以用金屬瞄準鏡或是光學瞄準鏡來增加準確度，每一個武器都可以切換到炸彈模式來發射，比方說一把突擊步槍它可以切換到單發具有炸彈的子彈，其威力幾乎可以鏟除路上所有的敵人。

## 開發
遊戲於2007年6月開始開發，而發行商美商藝電於2008年宣布他們將從獨立遊戲開發商Epic Games發布新的智慧財產權。

## 市場行銷
2011年6月，一支戲仿《最後一戰3》“believe”立體透視模型的病毒影片釋出，也在主流的電視頻道放送，像是Spike TV和Adult Swim。
這主要是跟進2月釋出的電腦遊戲Duty Calls，一個戲仿《決勝時刻》免費下載遊戲，它跟一般的第一人稱射擊遊戲一樣陳腔濫調。

## 追加內容

### 槍之奏鳴曲
2011年2月22日，美商藝電宣布將於4月14日釋出第一個名為“槍之奏鳴曲”(Gun Sonata)的下載包，在 PlayStation Store和Xbox Live Marketplace販售，而Games for Windows Marketplace則是在5月19日，裡面包含3張“Anarchy”的地圖、兩個“Echo”任務，以及兩種牽引繩的顏色。

### Blood Symphony
第二個下載包“Blood Symphony”於2011年6月10日在Games for Windows Marketplace和Xbox Live Marketplace推出，而 PlayStation Store則是在6月11日，裡面包含2張“Echoes”地圖、3張“Anarchy”地圖，以及新的模式名為“The Ultimate Echoes”和5項戰利品。

### 狂彈風暴：重製版
於2017年4月7日發行《狂彈風暴：完整重製版》。

## 評價
截至2011年3月，遊戲已賣出超過100萬份。

## 外部連結
- 官方网站